# WAKE UP NEWS
WAKE UP NEWS（ウェイクアップ・ニュース）は、TOKYO FMをキー局とするJFN系列全国ネットで放送されていたラジオ番組。

## 番組概要
平日の朝 にJFNの全国ニュースとして放送されている。
この番組は放送時期が2つあり、2003年10月1日から2005年9月30日に放送されたものと、2006年10月2日から2019年3月29日に放送されていたものがある。ここではその2つについて記述する。

## 第1期（2003年10月 - 2005年9月）
第1期は「立花裕人のMORNING FREEWAY」「6Sense」に内包。スポンサーはアサヒ飲料だったが、2005年6月いっぱいでスポンサーから撤退（2005年6月までの正式名称については下記参照）。7月からはノンスポンサーで放送した。2005年9月に終了。
- モーニングショット WAKE UP NEWS（アサヒ飲料提供、2003年10月 - 2004年9月放送）
- モーニングショット WAKE UP NEWS 〜timestamp〜（アサヒ飲料提供、2004年10月 - 2005年6月放送）
- WAKE UP NEWS 〜timestamp〜（2005年7月 - 9月放送）

第2期まで、World in Motionを放送

### パーソナリティ
- 立花裕人（立花裕人のMORNING FREEWAY パーソナリティ）
- 七尾藍佳（6Sense パーソナリティ）

## 第2期（2006年10月 - 2019年3月）
第2期はSKYに内包されて、2006年10月2日放送開始。2008年4月からはクロノスに内包されて放送していた。
- WONDAモーニングショット WAKE UP NEWS ワンショットコラム （アサヒ飲料提供、2006年10月 - 2012年3月放送）
- ルートインホテルズ Wake Up News（ルートインジャパン提供、2012年4月[1] - 2014年3月放送）
- WAKE UP NEWS（2014年4月 - 2019年3月）
  - 2015年4月 - 2018年3月は火曜日と木曜日のみの放送。それ以外は全曜日通しでの放送。
- かんぽ生命 WAKE UP NEWS（かんぽ生命提供、2015年4月 - 2018年3月）
  - この期間は月曜日・水曜日・金曜日のみスポンサーがついていた。

### パーソナリティ
- 石川實（月 - 金、2006年10月 - 2008年3月）
- 八代英輝（月 - 木、2008年4月 - 2009年3月）
- 中田美香（月 - 木、2008年4月 - 2008年9月）
- リサ・ステッグマイヤー（金のみ、2008年4月 - 2010年3月）
- 田畑智佳子（金のみ、2008年4月 - 2009年3月）
- 柴田幸子（月 - 木、2008年10月 - 2010年3月）
- 中西哲生（月 - 木、2009年4月 -2019年3月[2]）
- 永田実（金のみ、2009年4月 - 2010年2月）
- 大沢陽子（金のみ、2010年3月）
- 古賀涼子（月 - 金、2010年4月 - 2011年9月）
- 高橋万里恵（月 - 金、2011年10月 - 2018年3月）
- 速水健朗（金のみ、2016年4月 - 2019年3月）
- ケリーアン（月 - 水、2018年4月 - 9月）
- 綿谷エリナ（月 - 金、2018年4月 -2019年3月[3] ）

### 構成
(2015年4月現在)
時報後、JFN共通ジングルないしは各局のステーションジングルが流れ、コーナー番組サウンドステッカーと提供クレジットからCM。その後、ヘッドラインニュース、コメンテーターによるニュース解説を行う約7分のニュース番組であり、『さわやか列島 今日はこれから』以降ほとんど変わらずに引き継がれている。
2014年4月の改編以降は曲を流すようになった。
- 7:00 NEWS
- 7:01 NEWS pickup
- 7:07 Weather Guide 
  - 2014年4月より放送。この枠に別途スポンサーがつく場合がある。
- TOKYO FMではWeather GuideのあとにTOKYO FM トラフィックレポートがある。